# Graham Webb
Graham Paul Webb (ur. 13 stycznia 1944 w Birmingham, zm. 28 maja 2017) – brytyjski kolarz szosowy i torowy, złoty medalista szosowych mistrzostw świata.

## Kariera
Największy sukces w karierze Graham Webb osiągnął w 1967 roku, kiedy zdobył złoty medal w wyścigu ze startu wspólnego amatorów podczas szosowych mistrzostw świata w Heerlen. W zawodach tych wyprzedził bezpośrednio Francuza Claude'a Guyota oraz Holendra René Pijnena. Był to jednak jedyny medal wywalczony przez Webba na międzynarodowej imprezie tej rangi. W tym samym roku wywalczył też brązowy medal szosowych mistrzostw kraju. Ponadto startował także na torze, zdobywając między innymi mistrzostwo Wielkiej Brytanii w drużynowym i indywidualnym wyścigu na dochodzenie w 1966 roku. Ustanowił także rekord Wielkiej Brytanii w jeździe godzinnej. Nigdy nie wystąpił na igrzyskach olimpijskich. Jako zawodowiec startował w latach 1968-1969.

## Najważniejsze zwycięstwa i sukcesy
- 1966
  -  mistrzostwo kraju w drużynowym, torowym wyścigu na dochodzenie
- 1967
  - mistrzostwo świata amatorów w szosowym wyścigu ze startu wspólnego